# Associazione Calcio Imolese 1998-1999
Questa pagina raccoglie le informazioni riguardanti l'Associazione Calcio Imolese nelle competizioni ufficiali della stagione 1998-1999.

## Risultati

### Campionato Nazionale Dilettanti

#### Spareggio promozione
| Arbitro: | De Marco (Chiavari) |

|                       |           |  |
| Spezia 52’ Maresi 81’ | Marcatori |  |